# Sällskapet Ryska Huset
Sällskapet Ryska Huset var en politiskt och religiöst oberoende ideell förening som ville popularisera rysk musik, teater och film i Sverige. Varje år anordnade den filmfestivalen Kinorurik. Föreningen grundades 10 januari 2000 och hade sin bas i Karlholmsbruk. Sällskapet utnämnde också "Årets hedersryss".

## Årets hedersryss
- 2010 - Leif Pagrotsky
- 2011 - Fredrik Kempe[2]